# Karine Vallières
Karine Vallières, née le 19 mars 1978, est une femme politique québécoise. Elle est députée libérale à l'Assemblée nationale du Québec, représentant la circonscription de Richmond depuis l'élection générale québécoise de 2012 à celle de 2018. Elle a été adjointe parlementaire du premier ministre pour le volet jeunesse.
Karine Vallières est la fille de l'ancien député libéral Yvon Vallières et l'ancienne attaché politique de Monique Gagnon-Tremblay.

## Biographie

### Jeunesse et formation
Karine Vallières obtient un baccalauréat en rédaction, communication et multimédia à l'Université de Sherbrooke en 2002.
Elle occupe plusieurs emplois en communication chez Métallurgie Magnola, Minçavi et à la Caisse populaire Desjardins des Métaux blancs. 
Elle est membre de plusieurs conseils d'administration pendant sa carrière. Elle est également bénévole pour de nombreux organismes et activités dont la Fondation du Centre de santé et de services sociaux des Sources (2006-2008), Donnez au suivant (2006-2007), Gastronomie du terroir (2008), la Résidence Castonguay (2010), le Club de cyclisme Asbestos, la Fondation Mira, le Téléthon de la paralysie cérébrale, la Coopérative de solidarité La Relève et la Fondation canadienne Rêves d'enfants.

### Carrière politique
Karine Vallières est attachée politique au bureau de circonscription de Saint-François de 2003 à 2005. Elle est élue députée de Richmond à l'élection générale québécoise de 2012. Elle est porte-parole de l'opposition officielle en matière de lutte à la pauvreté de septembre 2012 à mars 2014. Elle a été whip adjointe du gouvernement d'avril 2014 à février 2016, et adjointe parlementaire du ministre responsable de la région du Centre-du-Québec, Laurent Lessard, pour le volet relance de la région de l’Amiante durant la même période. En février 2016 elle est nommée adjointe parlementaire du premier ministre pour le volet jeunesse. Elle ne se représente pas en 2018. 

### Vie après la politique
Depuis 2019, elle est directrice des communications et affaires publiques chez Alliance Magnésium.